# Pedetontoides atlanticus
Pedetontoides atlanticus är en insektsart som beskrevs av Mendes 1981. Pedetontoides atlanticus ingår i släktet Pedetontoides och familjen klippborstsvansar. Inga underarter finns listade i Catalogue of Life.